# Gabriela Nicolino
Gabriela Nicolino de Sá (Rio de Janeiro, 25 de agosto de 1989) é uma velejadora brasileira que é medalhista dos Jogos Pan-Americanos. 
Apesar de navegar desde os 8 anos, só pensou em ser profissional após 15 anos velejando. No meio-tempo, formou em Publicidade e Propaganda pela ESPM e fez mestrado em Sistemas de Gestão e Sustentabilidade pela UFF.

## Trajetória esportiva
Em 2018, foi convidada para ser parceira na Nacra 17 de Samuel Albrecht, que tinha participado da Olimpíada Rio 2016. Logo a dupla conseguiu a vaga na edição seguinte dos Jogos Olímpicos de Verão após o 5º lugar no Mundial em Aarhus, Dinamarca. Nos Jogos Pan-Americanos de 2019, Nicolino conseguiu sua primeira conquista continental com a medalha de bronze na categoria Nacra 17. No mesmo ano, ficou em segundo lugar em uma etapa da copa do mundo de Nacra 17. Em Tóquio 2020, Nicolino e Albrecht terminaram em 10º lugar.